# ألاباما (نيويورك)
ألاباما، نيويورك  (بالإنجليزية: Alabama, New York)‏ هي بلدة تقع بولاية نيويورك في الولايات المتحدة. تبلغ مساحتها (كم²)، وترتفع عن سطح البحر م، بلغ عدد سكانها نسمة في عام تعداد الولايات المتحدة 2010 حسب إحصاء مكتب تعداد الولايات المتحدة .

## أعلام
- جون رانكين غامبل